# مارغريت تشيارا
مارغريت تشيارا (بالإنجليزية: Margaret Chiara)‏ هي محامية أمريكية، ولدت في 1956. وتعد الأكثر شهرة بين المدعين في الولايات المتحدة للمنطقة الغربية من ميشيغان

## مسارها المهني المبكر
حصلت كيارا على شهادتها الجامعية من جامعة فوردهام ودرجة الماجستير من جامعة بيس ودكتوراه في القانون من كلية الحقوق بجامعة روتجرز. عملت لمدة اثني عشر عامًا كمعلمة ومسؤولة تربوية ، حاصلة على درجة الماجستير في الإدارة من جامعة بيس وشهادة البكالوريوس من جامعة فوردهام. أدى اهتمامها بقانون التعليم وإصلاح التمويل المدرسي إلى كلية روتجرز للحقوق. كانت كيارا زميلة في شركة فرينش ولورنس ، وهي شركة محاماة خاصة ، في كاسوبوليس بولاية ميشيغان من 1979 إلى 1982.